# Эспанья, Карлос де
Роже-Бернар-Шарль Эспаньяк де Рамфорт (15 августа 1775, Фуа — 1839[…], Органья), более известный как Шарль д'Эспаньяк или, с 1817, Карлос д'Эспань, был испанским генералом французского происхождения, примерно служивший во время Пиренейских войн, но как губернатор Барселоны был жестоким, деспотичным и ненавистным народом гонителем испанских либералов. В своих письмах и депешах Веллингтон называет его «Карлос де Эспанья» (Carlos de España). 
Он сражался в битве при Геборе и получил ранение, сражаясь под командованием генерала Бересфорда в битве при Ла-Альбуэра. В марте 1812 года он снова был ранен при осаде Бадахоса, сражаясь под командованием Веллингтона, под чьим командованием он также сражался при Саламанке. Он был вновь ранен при осаде Памплоны в 1813 году. 
Он ненадолго стал губернатором Мадрида, прежде чем вернуться на поле битвы в Байонне и в Витории, где снова был ранен. 
Он был убит каталонскими карлистами при переходе через реку Сегре, недалеко от Органьи, и его тело было брошено в реку с камнем на шее.